# ناچاپکینو
ناچاپکینو (انگلیسی: Nachapkino) یک شهرک در شهرستان اوفیمسکی استان باشقیرستان کشور روسیه است.